# Lillemor Scholander
Carin Magdalena (Lillemor) Scholander, född 27 januari 1901 i Stockholm, död 11 april 2002 i Lidingö, var en svensk målare.
Hon var dotter till ingenjören och konsertsångaren Torkel Fredrik Scholander och Agnethe Fay-Hansen och från 1924 gift med skolöverläkaren Urban Gustav Erlandsson Hjärne samt sondotter till Fredrik Wilhelm Scholander. Scholander ägnade sig redan från unga år med akvarellmåleri med stilleben som huvudmotiv. På 1960-talet vidareutbildade hon sig i måleri vid Gerlesborgsskolan i Stockholm.